# Улица Малышева (Москва)
Улица Ма́лышева — улица в Юго-Восточном административном округе города Москвы на территории района Текстильщики.

## История
В конце 1920-х — начале 1930-х годов вблизи платформы Чесменская (с 1925 года Текстильщики) возник посёлок текстильщиков. Современная улица Малышева была улицей посёлка и носила название 6-й улицы. После вхождения посёлка в состав Москвы стала улицей города.
Переименована 10 апреля 1973 года в честь В. А. Малышева — советского государственного деятеля. Начинается на севере от 8-й улицы Текстильщиков, проходит через жилую застройку и заканчивается на улице Шкулёва. Протяжённость 1200 м. Нумерация домов начинается от 8-й улицы Текстильщиков.

## Расположение объектов
На улице Малышева располагается детский сад № 464 города Москвы и Управление Департамента жилищной политики и жилищного фонда города Москвы в ЮВАО.